# 斯坦利·卡拉格
斯坦利·卡拉格（英語：Stanley Callagher，1927年4月18日—2011年4月21日），新西兰男子赛艇运动员。他曾代表新西兰参加1954年大英帝国和英联邦运动会赛艇比赛，获得男子四人单桨有舵手银牌。